# 5440 Terao
5440 Terao eller 1991 HD är en asteroid i huvudbältet, som upptäcktes den 16 april 1991 av den japanske amatörastronomen Atsushi Sugie i Dynic-observatoriet. Den är uppkallad efter den japanske astronomen Hisashi Terao.
Asteroiden har en diameter på ungefär 5 kilometer.